# Vol United Express 6291
Tard dans la nuit du 7 janvier 1994, un British Aerospace Jetstream 41 effectuant le vol United Express 6291, qui relie l'aéroport international de Washington-Dulles, près de Washington, D.C., à l'aéroport international de Port Columbus, dans l'Ohio, décroche et s'écrase lors de son approche de l'aéroport de Port Columbus. Il s’agissait d’un vol régulier exploité par Atlantic Coast Airlines (en), pour le compte de United Express. Les deux pilotes, l'hôtesse de l'air et deux passagers sont décédés dans l'accident. Les passagers survivants étaient une famille taïwanaise de trois personnes.

## Accident
Le vol 6291 a décollé de l'aéroport de Dulles à 21 h 58 EST pour effectuer un vol de 90 minutes à destination de Columbus. Le commandant de bord était Derrick White (35 ans) ; l'officier pilote de ligne était Anthony Samuels (29 ans) ; et l'hôtesse de l'air, Manuela Walker, avait 58 ans. Il y avait cinq passagers à bord.

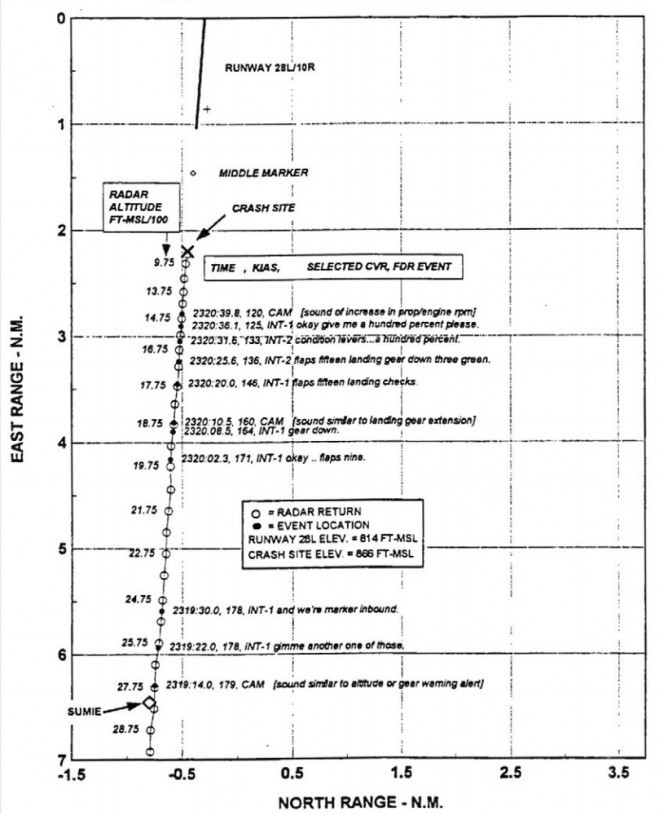
Diagramme indiquant la trajectoire d'approche du vol 6291.

À 23 h 10, le contrôle d’approche de Columbus a été contacté par le vol 6291. Le commandant de bord a informé le contrôleur que l'avion descendait de 13 200 pieds (4 000 m) à 11 000 pieds (3 400 m). Le contrôleur a alors assigné un cap de 285° pour intercepter le signal du système d'atterrissage aux instruments (ILS) pour la piste 28L et a autorisé le vol 6291 pour descendre à 10 000 pieds (3 000 m). 
Un bulletin météorologique actualisé à 23 h 15 signale un ciel nuageux à 800 pieds (240 m) au-dessus du sol, une visibilité de 2,5 milles (4 km), ainsi que de légères chutes de neige et du brouillard avec un vent de 300° à 4 nœuds. Une autorisation d'approche ILS pour la piste 28L a été donnée lorsque le Jetstream 41 a dépassé le repère d'approche finale SUMIE ; puis l'autorisation d'atterrir sur la piste 28L a été accordée deux minutes plus tard.
L'appareil descendait à une altitude de 1 250 pieds (380 m) lorsque le vibreur de manche s'est activé et a retenti pendant 3 secondes. Quelques instants plus tard, ce dernier retentit de nouveau. Cependant, l'avion a continué à descendre sous la pente de descente jusqu'à ce qu'il entre en collision avec un groupe d'arbres, avec une forte assiette à cabrer. Il s'est finalement écrasé dans un bâtiment commercial, situé à 1 900 m de la piste d'atterrissage. Après l'impact, un incendie s'est déclaré dans ou près du moteur gauche, qui s'est ensuite propagé au reste de l'avion.
Au moins quatre des passagers ont survécu à l'accident, mais trois seulement se sont échappés avant que l'avion ne soit complètement englouti par les flammes,,. L'évacuation des survivants a été ralentie lorsqu'ils ont eu des difficultés à détacher leurs ceintures de sécurité après le crash.

## Enquête
Le conseil national de la sécurité des transports américain (NTSB) a enquêté sur l'accident et a publié son rapport final le 6 octobre 1994. 
L'enregistreur phonique (CVR) indique que, presque immédiatement après le déclenchement du vibreur de manche, le commandant White a demandé d'un air alarmé : « Tony ! Qu'as-tu fait ? ». Cela montre qu'il croyait probablement que le copilote Samuels, qui n'avait travaillé que peu de temps au sein de la compagnie aérienne et était relativement inexpérimenté sur le Jetstream 41, était responsable du problème. Aucun des deux pilotes, l'un étant inexpérimenté et l'autre ayant des antécédents d'échecs lors de tests sur simulateur de vol, n'a effectué la procédure de sortie de décrochage appropriée, qui est détaillée par le constructeur de l'avion dans le manuel de vol. La tentative de sortie de décrochage ultérieure des pilotes a été jugée inefficace et inappropriée pour rattraper la situation à temps.
Dans le rapport final du NTSB, l'équipage et Atlantic Coast Airlines sont tenus pour responsables de cet accident. Les pilotes ont suivi une approche mal préparée et mal exécutée, puis ont mal réagi à l'avertisseur de décrochage et ils manquaient d’expérience avec les systèmes d’instruments de vol électroniques (EFIS) du Jetstream 41 (relativement nouveaux à l'époque de l'accident). 
La compagnie aérienne n'a pas fourni à ses pilotes des critères d'approche adéquats, des formations sur simulateurs appropriés et une formation en gestion des ressources de l'équipage (CRM) suffisante,. Le rapport cite également qu'elle n'aurait pas dû associer un copilote inexpérimenté à un commandant de bord ayant des antécédents d'échecs aux tests de vol. 
Le rapport recommande également que le modèle de ceinture de sécurité utilisé dans le Jetstream 41 soit retiré et remplacé dans les avions, et que la certification des futures modèles comprenne un test correspondant aux conditions rencontrées lors de l'accident du vol 6291, afin de modifier leur conception et permettre désormais aux passagers de se détacher plus facilement, et de ne plus se retrouver bloqués en cas d'accident..
7 recommandations de sécurité ont été émises par le NTSB à la suite de l'accident et de la publication du rapport final(p74),.

## Médias
L'accident a fait l'objet d'un épisode dans la série télévisée Air Crash nommé « Couru d'avance » (saison 19 - épisode 10).